# Слимништа
Слимништа или Слимнишча (грч. Μηλίτσα, до 1926. грч. Σλήμιστα) је насељено место у општини Рупишта у периферији Западна Македонија, Грчка. Према попису из 2021. године било је 286 становника.
Према бугарском географу и историчару, Василу Канчову, у Слимништу је 1900. године живело 150 Словена хришћана и 150 Грка. Македонски историчар Тодор Симовски, 1998. године наводи да су Слимништа словенско насеље под великим утицајем грчке културе (хеленизација).